# Dinh Baabda

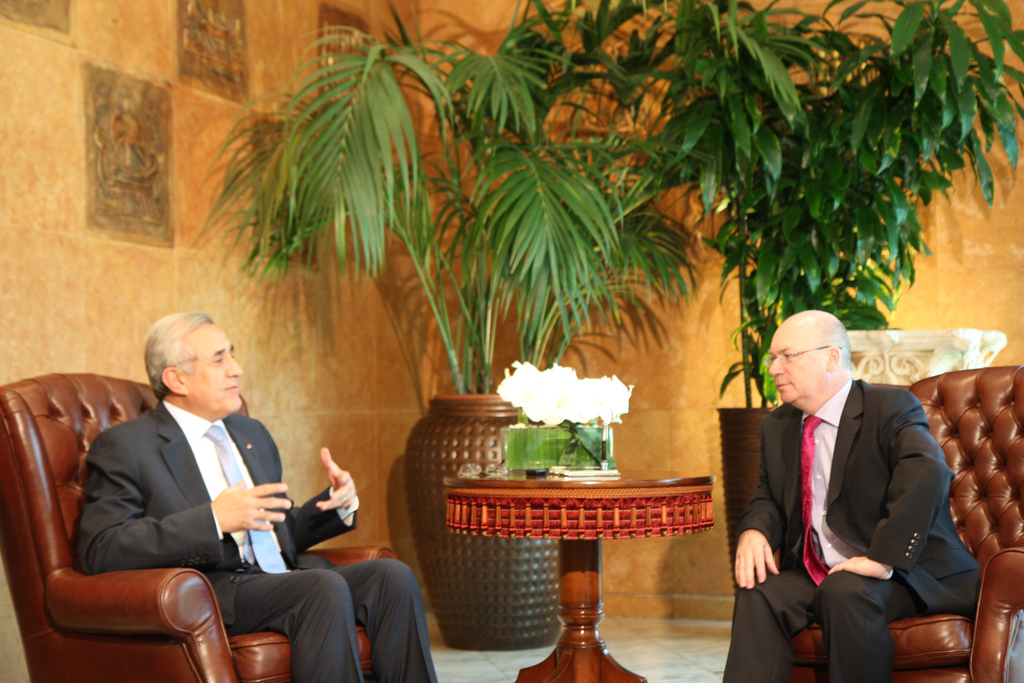
Ngài Tổng thống Liban Michel Suleiman (nk. 2008-2014) gặp Ngoại trưởng Anh Alistair Burt tại Dinh Baabda, ngày 14 tháng 7 năm 2010

Dinh Baabda (tiếng Pháp: Palais de Présidentiel Baabda; tiếng Ả Rập: قصر بعبدا) là nơi ở và nơi làm việc chính thức của tổng thống Liban. Được xây dựng năm 1956 trên một ngọn đồi ở thị trấn miền núi Baabda gần thủ đô của Liban, Beirut. Tổng thống đầu tiên sống và làm việc tại đây là Ngài Tổng thống Charles Helou.

## Các cuộc họp cấp bộ
Dinh Baabda được bao quanh bởi Bộ Quốc phòng và nhiều căn cứ quân sự khác. Nó bắt đầu tổ chức các cuộc họp cấp bộ mỗi tuần sau khi địa điểm được tổ chức các cuộc họp này đã bị bỏ vì lý do an ninh từ giữa năm 2005. Giờ đây, các cuộc họp được tổ chức xen kẽ tại Dinh Baabda và Grand Serail.

## Lịch sử

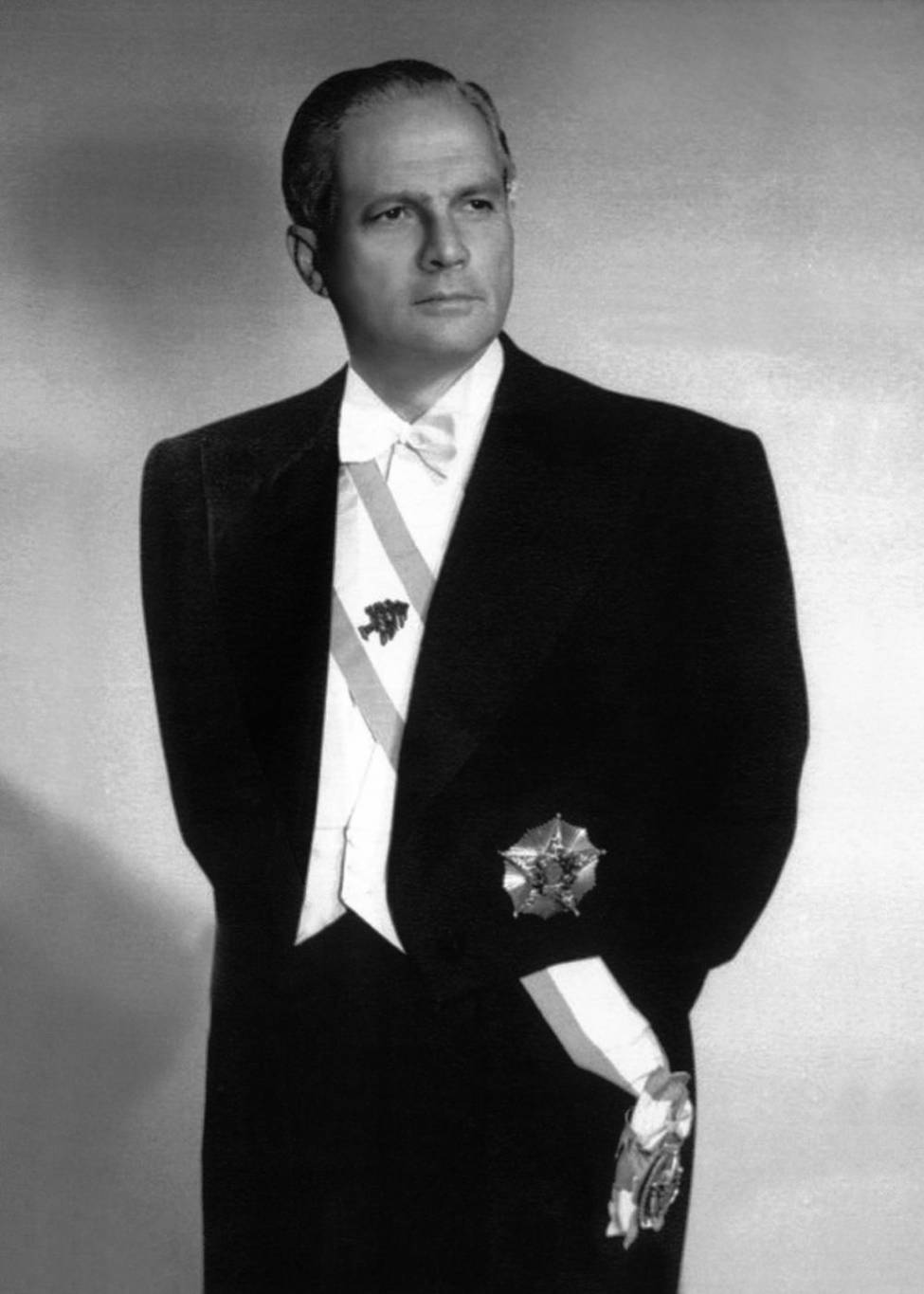
Ngài Tổng thống Camille Chamoun (nk. 1952-1958)

Hiệp ước Quốc gia của Liban là một thỏa thuận năm 1943, quy định Tổng thống Liban phải luôn luôn là một tín đồ Thiên Chúa giáo dòng Maronite. Hiến pháp Liban thì không quy định gì về việc này, còn điều 26 của hiến pháp quy định Beirut "là nơi đặt các cơ quan chính phủ và trụ sở nghị viện".
Nơi cư trú của tổng thống ban đầu ở Beirut, tại khu Quantari, sau đó, nó chuyển đến Sin El-Fil và Jounieh và một số khu vực khác. Thực tế, thuật ngữ "Dinh Tổng thống" đề cập đến nơi tổng thống và nội các cư trú trong suốt nhiệm kỳ trước khi Dinh Tổng thống Baabda hoàn thành vào những năm 1960. Và tổng thống đầu tiên cư trú tại đây là Ngài Tổng thống Charles Helou. 

## Dinh Tổng thống mùa hè
Tổng thống cũng có một dinh thự để sử dụng trong mùa hè tại làng Beiteddine, nơi ngài tổng thống và nội các của ông đến đây cư trú trong mùa hè.

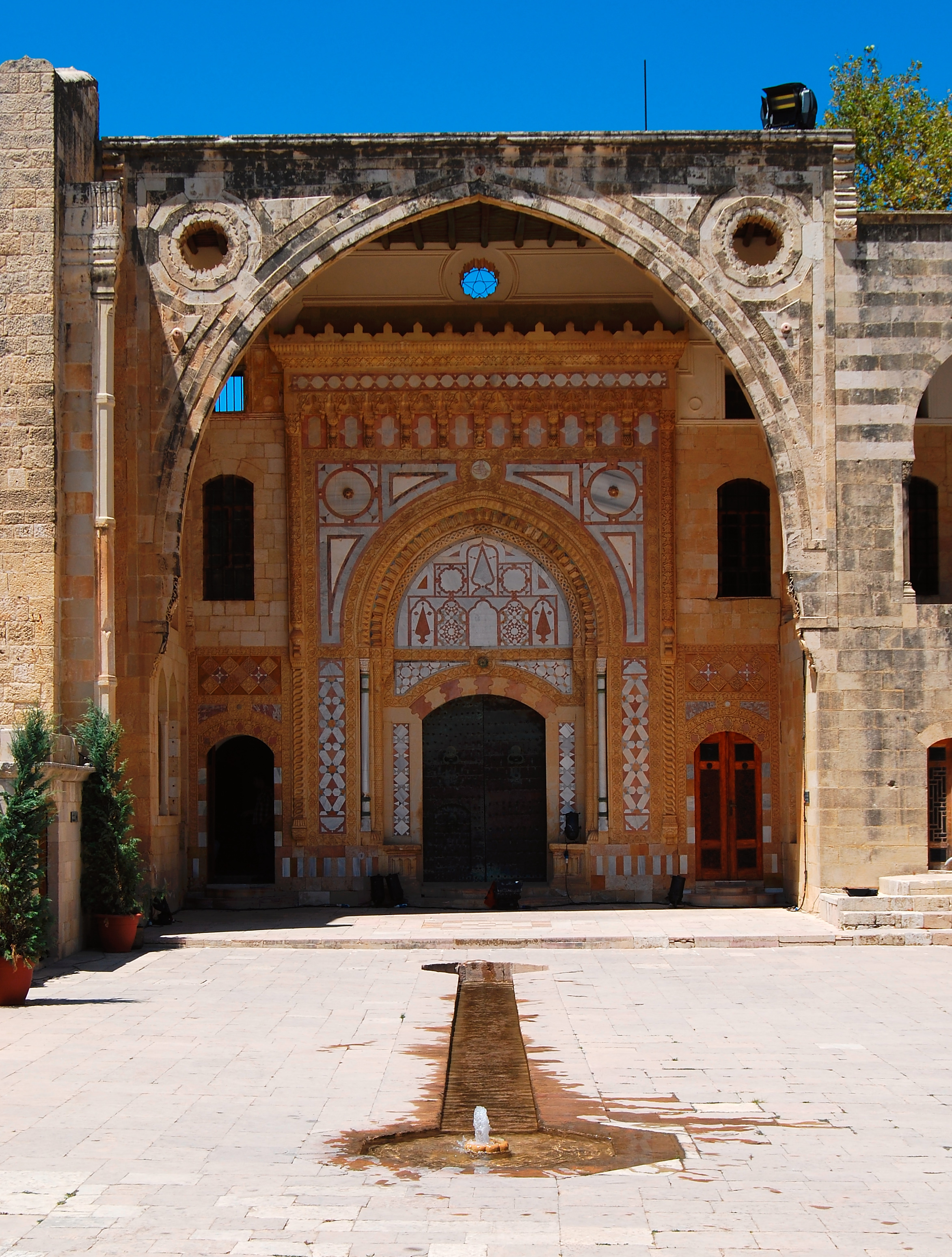
Dinh Tổng thống tại Beiteddine.

Hơn nữa, khu nghỉ mát của tổng thống cũng phụ thuộc vào sự quyết định của tổng thống. Nó do chính quyền Liban và La Direction Générale des Antiquités et des Musées (Tổng cục Khảo cổ) quản lý. Dinh Beiteddine trở thành nơi nghỉ mát chính thức của tổng thống kể từ nhiệm kỳ của Ngài Tổng thống Bechara El Khoury và Ngài Tổng thống Camille Chamoun. Trong suốt mùa hè, tổng thống và tất cả nội các sẽ chuyển đến cư trú tại dinh Beiteddine, kể cả chuyển đến trong thời gian ngắn, như Ngài Fuad Chehab chỉ đến đây nghỉ mát đúng 1 ngày hay Ngài Elias Sarkis đến đây để tổ chức một số cuộc họp quan trọng, ví dụ như cuộc họp của Liên đoàn Ả Rập.
Tuy nhiên, không phải tổng thống nào cũng chuyển đến Beiteddine, Ngài Amine Gemayel và Ngài Elias Hrawi là những vị tổng thống duy nhất không chuyển tới Beiteddine trong mùa hè.